# Primärer Endpunkt
Als primärer Endpunkt (lat. primus = „der Erste“) wird in klinischen Studien das primäre (erstrangige) Ziel der Studie bezeichnet.
Es ist das allgemeine Ergebnis der Studie, das anhand eines klinischen Prüfplans beurteilt wird.
Am primären Endpunkt kann festgestellt werden, ob die angewendeten Maßnahmen (im Allgemeinen eine medizinische Behandlung) erfolgreich waren. Beispielsweise kann die Überlebensrate oder das Risiko eines Rückfalls (Rezidiv) als primärer Endpunkt definiert werden. In der Studie werden dann diese Kriterien bei der behandelten Gruppe mit denen der Kontrollgruppe verglichen. Die primären Endpunkte müssen vor dem Beginn der Studie festgelegt werden.
Die Erreichung des primären Endpunktes entscheidet über den Erfolg oder Misserfolg einer Studie.
O’Neill definiert den primären Endpunkt als:

“a clinical endpoint that provides evidence sufficient to fully characterize clinically the effect of a treatment in a manner that would support a regulatory claim for the treatment.”

„klinischen Endpunkt, der den Beweis liefert, der ausreicht, um den Effekt einer Therapie klinisch vollständig so zu beschreiben, dass er den regulatorischen Ansprüchen für eine Therapie genügt.“

## Festlegung des primären Endpunktes
Vor dem Beginn (a priori) einer klinischen Studie wird der primäre Endpunkt als das Hauptziel der Studie festgelegt.
Wichtig ist dabei, dass möglichst „harte“, das heißt messbare und klar definierte Kriterien festgelegt werden. Harte Kriterien sind beispielsweise:
- Remission (kompletter Rückgang aller Zeichen der Erkrankung)[3]
- Rezidiv (Wiederauftreten der Erkrankung)[3]
- Tod innerhalb von 30 Tagen nach der Intervention[1]
- Zeit bis zum Eintreten eines Herzinfarktes oder Tod[1]

„Weiche“ Endpunkte, wie beispielsweise Lebensqualität oder Schmerzen, sind nicht quantifizierbare Größen. Für eine Festlegung als primärer Endpunkt sind sie nur sehr bedingt geeignet. Sie fließen gegebenenfalls in die sekundären Endpunkte mit ein.
Der primäre Endpunkt einer Studie kann dabei zusammen mit der genehmigenden Behörde (beispielsweise der FDA) festgelegt werden.

### Surrogat-Marker
siehe auch Hauptartikel Surrogat-Marker
Surrogat-Marker sind Laborparameter, die am Patienten gemessen werden können. Beispiele hierfür sind: die Leukozytenzahl, der Blutdruck, die Knochendichte und vieles andere mehr. Die Werte von einem oder mehreren Surrogat-Markern können prinzipiell auch als „harte“ (weil messbare) primäre Endpunkte gewählt werden. In diesem speziellen Fall spricht man dann auch von Surrogatendpunkt. Allerdings sind sie kein direkter Maßstab für den klinischen Nutzen oder Schaden des therapeutischen Eingriffes. In der Vergangenheit gab es mit Surrogatendpunkten mehrere Studien, die zu fatal falschen Schlüssen führten und die für die später behandelten Patienten zum Teil erheblich negative Auswirkungen hatten. Eine pharmakodynamische Wirkung ist kein Beweis für eine therapeutische Wirksamkeit.
Beispiele für Surrogatendpunkte mit – teilweise postulierten – Korrelationen sind:
- Lipidsenker: Cholesterinwert →  Herzinfarkt
- Antiarrhythmika: Arrhythmien → Lebensverlängerung
- HIV/AIDS: Viruslast → Lebensqualität/-verlängerung
- Osteoporose: Knochendichte → Frakturen

Ein Beispiel für einen falsch gesetzten Surrogat-Marker als primären Endpunkt ist die Gabe von beta-Carotin an Raucher, zur Prävention von Lungenkrebs. Der primäre Endpunkt (das Anheben des erniedrigten Vitaminspiegels) wurde zwar erreicht, aber die Gabe führte auch zu einer Zunahme der Lungenkrebs-Mortalität.

## Weitere Endpunkte
Neben dem primären Endpunkt werden üblicherweise auch ein oder meist mehrere sekundäre Endpunkte gesetzt. Gelegentlich auch tertiäre Endpunkte.
Bezüglich der möglichen Nebenwirkungen der Maßnahmen werden auch Sicherheits-Endpunkte zum Schutz der Patienten gesetzt.
Unter einem kombinierten Endpunkt schließlich versteht man eine Kombination aus mehreren einzelnen Kriterien, von denen eines oder mehrere erreicht sein müssen, um die Bestätigung einer Hypothese vornehmen zu können.

## Beispiele für primäre Endpunkte
In einer Studie zur Therapie der rezidiven/refraktären chronisch lymphatischen Leukämie vom B-Zell-Typ (B-CLL) war der primäre Endpunkt das Ansprechen der Patienten (Remissionsraten) auf die Therapie. Der sekundäre Endpunkt waren progressionsfreies Überleben, Gesamtüberleben sowie Verträglichkeit und Sicherheit der Therapie.
In der ASCOT-Studie wurde die prophylaktische Wirkung des ACE-Hemmers Perindopril und des Calciumkanalblockers Amlodipin bei Bluthochdruckpatienten untersucht. Primärer Endpunkt war hierbei «nicht tödlicher Herzinfarkt und tödliche koronare Herzkrankheit». Sekundäre Endpunkte waren unter anderem «Mortalität für alle Todesursachen, die kardiovaskuläre Mortalität, tödlicher und nichttödlicher Schlaganfall und die Gesamtheit aller kardiovaskulären Ereignisse und Eingriffe». Tertiärer Endpunkt war die «Neumanifestation eines Diabetes».

## Erreichen des Endpunktes
Wenn ein Patient den primären Endpunkt einer Studie erreicht, so wird dieser Patient von der Studie ausgeschlossen, so wie dies auch dem Begriff Endpunkt entspricht.
 In vielen klinischen Studien wird der primäre Endpunkt nicht erreicht. Dies ist aber keine Aussage bezüglich einer möglichen Unwirksamkeit des Medikamentes. Möglicherweise wurde das zu testende Medikament in einer falschen Dosierung oder Formulierung verabreicht.
In einigen Studien werden die sekundären Endpunkte, aber nicht der primäre Endpunkt erreicht. Auch der umgekehrte Fall kann eintreten.